# Podmornice klase Sauro
Klasa Sauro je klasa talijanskih ophodnih podmornica. 

## Projektiranje i proizvodnja
Podmornice su izgrađivane prema projektu s izgrađivane su prema projektu s kraja šezdesetih i tehničkim specifikacijama iz početka sedamdesetih godina u četiri serije (dvije po seriji) međusobno različite prema temeljnim značajkama i mogućnostima ugrađenih sustava. U odnosu na klasu Toti bile su u prosjeku duže za 20 m, 1000 t veće površinske i 1100 t veće podvodne istisnine. Znači, talijanska mornarica nije za slijednike obalnih podmornica odabrala novu klasu obalnih već je projektirala i izgradila u brodogradilištu u Monfalkonu klasu/serije podmornica za otvoreno more.
Klasu čine podmornice: 
- Podklasa Nazario Sauro (prva i druga serija)
  - Nazario Sauro S-518
  - Carlo Fecia di Cossato S-519
  - Leonardo da Vinci S-520
  - Guglielmo Marconi S-521

- Podklasa Salvatore Pelosi (treća serija)
  - Salvatore Pelosi S-522
  - Giuliano Prini S-523

- Podklasa Primo Longobardo (četvrta serija)
  - Primo Longobardo S-524
  - Gianfranco Gazzana Priaroggia S-525

Porinute su u more između 1976./1991. Ušle su u operativnu uporabu prema sljedećem: prva 1980., druga 1982., treća 1988./1989. i četvrta serija 1993./1994. godine. Nakon uvođenja u flotnu listu ustrojbeno čine 1. skupinu podmornica s bazom u Tarantu, podstrojenu Zapovjedništvu podmornica u Tarantu.

### Konstrukcija
Dok između jedinica prve tri serije postoje određene razlike manje važnosti na unutarnjem dijelu, kod četvrte serije razlike su očitije već od većih vanjskih dimenzija trupa. U suradnji sa SAD-om (nove metode zavarivanja) izgrađen je čvrsti trup od čelika tipa HY-805. Oblik trupa je nastao na temelju projekta Amerikanca Davida Taylora pod nazivom "SERIJA 58". Duljina trupa kod prve tri podmornice je 40,4 m, te 42,9 m kod četvrte serije. Na krajevima je zatvoren poluelipsastim kalotama. Zapremnina je omogućila ugradnju sekcija između kojih je moguće kružno vodoravno kretanje posade. Interna zapremnina je podijeljena po visini na tri palube, a po duljini na dva vodonepropusna prostora čime se povećala vjerojatnost preživljavanja posade i spašavanje same podmornice u ekstremnim uvjetima. Uz dva međuprostora sa slobodnim protokom vode, u krmenom i pramčanom prostoru između čvrstog i lakog trupa izgrađena su u parovima četiri prostora integrirana u CE (Cassa emersione - prostor izronjavanja) koji je smješten u zapovjednom mostu. U gornjem dijelu pramčanom čvrstog trupa nalazi se torpedni prostor. Isti prostor je namijenjen za smještaj većeg dijela posade te stanice za nadzor elektroakustičnih senzora. U njegovom donjem dijelu nalaze se dva pramčana trim tanka i tank dizel goriva.
Središnji prostor je namijenjen, u svom gornjem dijelu za borbeno operativno središte i smještaj časnika/dočasnika. Tu je smještena zajednička blagovaonica i kuhinja. U donjem dijelu se nalaze dvije akumulatorske stanice (svaka sa 148 elemenata).
U krmenom dijelu iznad dva prednja tanka dizel goriva i ulja smješteni su dizel generatori s upravljačkim pultom, te iznad dva zadnja tanka dizel goriva i krmenih trim tankova propulzivni elektromotor. Za upravljanje podmornicom, na krmi su postavljena klasično razmještena kormila pravca i dubine. Na pogonskoj osovini je pogonski vijak (propeler) sa sedam krila srpastog oblika koji zahvaljujući svom izgledu i materijalu apsorbira/smanjuje vibracije i akustične šumove. Pramčana vodoravna kormila (izvor šumova i smetnji) su, zbog poboljšanja rada elektroakustičnih senzora u pramcu, postavljena na bočne strane zapovjednog mosta. Praktičnom primjenom načela OMC (One man control - pod nadzorom jedne osobe) postiglo se da jadan kormilar upravlja sa sve tri zakretne površine kormila.

## Pogon
Pogonsku skupinu čine tri dizel generatora tipa GMT A 210.16M i jedan elektromotor MEP Marelli. Mnogi tehnički problemi uočeni početkom operativne uporabe klase rješavani su upornošću posada i timova iz brodogradilišta Monfalkone. Promjene od prve do četvrte serije vidljive su ponajviše u trećoj seriji kroz novu sistematizaciju smještaja uređaja ponajprije unutar BOS-a (borbenog operativnog središta), ugradnju sustava za upravljanje/nadzor pogonske skupine te upravljanja podmornicom tipa Esacontrol SADCOM i SEPA 8518. Sustav za upravljanje je u četvrtoj seriji zamijenjen naprednijom inačicom domaće proizvodnje.

## Naoružanje
Oružni sustav se sastoji od šest pramčanih torpednih aparata od 533 mm tipa Whitehead B 516, smještenih u dvije razine po tri cijevi. Iz njih se lansiraju torpeda tipa Whitetead A-184 dvojne namjene (protubrodska i protupodmornička, borbeni komplet - 12 torpeda). Podmornice klase Sauro mogu samozatajno polagati na dnu ležeće mine u dvije inačice. Neovisno o ukrcanim torpedima mogu s vanjske strane učvrstiti i prema potrebi položiti 24 mine (projektno rješenje MISAR). Mine se mogu položiti i kroz torpedne cijevi. U toj inačici uz ukrcaj dva torpeda za samoobranu, tijekom zadaće polaganja minskog polja može položiti 20 mina. Tijekom operativne uporabe u naoružanju su bile mine tipa MR-80, MP-80, MURENA, SEPPIA.
Uz minimalnu prilagodbu torpednih cijevi u jedinicama treće i četvrte serije omogućeno je podvodno lansiranje raketa protiv površinskih ciljeva visoke vrijednosti. Razmatrana je uporaba dviju raketa, i to tipa Sub-Harpoon McDonnell Douglas (u naoružanju nizozemskih, egipatskih, britanskih, japanskih i američkih podmornica) i Exocet SM39. Pripominje se da pri operativnoj uporabi podmornica vrijedi pravilo: ukrcaj "N" broj raketa iziskuje identično smanjenje "N" broja ukrcaja torpeda i/ili "Nx2" broj ukrcanih mina.

## Oprema
Oprema podmornica nije identična u svim serijama. Prva i druga serija opremljena je sa: ESM MM/BLD 726, SMA BSN 716 (V)1, SACTIS, CCRG FCS, radarom SMA BPS 704, sonarima IPD 70/S, UWT, MD 100 Selenia Elsag, SEPA/FCS Mk 2, periskopima 2 x Barr & Stroud, kasnije Pilkington optronics CK 031i CH 81.
U opremi treće i četvrte serije nalaze se: MM BLD 727, SMA BSN 716 (V)2, SACTIS (Link 11 - samo na prijemu), radar SMA BPS 704, sonari DBQS - 40, UWT, MD 100 S Selenia Elsag, SEPA/FCS Mk 3 i periskopi Kollmorgen S 76 Mod 322 i S 76 Mod 323.
Materijal i primijenjena tehnologija omogućili su izgradnju trupa debljine 30 mm (koeficijent sigurnosti 2, dostizanje 300 m operativne dubine). Kod serije poboljšane Sauro testirana dubina bila je 300, a krajnja 450 m. Autonomija jedinica tip 1 081 je od 35, a poboljšane Sauro od 45 dana.

## Vanjske poveznice
- informacije o klasi Sauro  Arhivirana inačica izvorne stranice od 1. listopada 2007. (Wayback Machine)
- Military-today.com